# Jens Zacho Böye
Jens Zacho Böye (født 30. januar 1958) er en dansk skuespiller og tegnefilmsdubber.
Böye begyndte som statist ved Aarhus Teater og blev uddannet fra teatrets skuespillerskole i 1984.
Hans gennembrud kom i rollen som Prins Valentin i DR's tv-julekalender Jul på Slottet, der blev sendt første gang i 1986. Han måtte dog tage lektioner på en rideskole sammen med Kim Veisgaard for at lære at ride til sin rolle. Han opnåede stor popularitet i rollen som Valentin og blev et teenageidol, og blev jagtet ned ad Strøget af fans. Den store opmærksomhed og forventningspresset har efter hans eget udsagn været svært at leve op til siden, og han har hovedsageligt holdt sig til teatret siden.
Han har haft mindre roller i bl.a. TAXA og Rejseholdet og har lagt stemme til Ninka Ninus i tegnefilmene om Peter Plys siden 1988. Han har også indtalt lydbøger, lavet tv-reklamer og været speaker på Max Pinling i 2008.
Jens Zacho Böye er i dag fastansat ved Aarhus Teater, hvor han har haft 35 års jubliæum.

## Filmografi

### Film
- Forbrydelser (2004)
- Sorg og glæde (2013)

### Tv
- Jul på Slottet (1986)
- Det Spøger (1997) (vært, TvDanmark)
- TAXA (1997-1999)
- Rejseholdet (2000-2003)

### Stemme
- Peter Plys (1977)
- Peter Plys - Jagten på den forsvundne Jakob (1997)
- Grislings Store Eventyr (2003)
- Surf's Up (2007)